# Mruby
mruby (エムルビー) は、組み込みシステム向けの軽量なRuby言語処理系である。このプロジェクトはRubyの開発者であるまつもとゆきひろがリーダーを務めており、100人以上がこのプロジェクトに貢献している。

## 機能
mruby 1.0ではRuby 2.1のコアAPIをサポートしているが、標準ライブラリはサポートしていない。
mrubyは基本的なRubyコードの実行に加えて、スクリプト言語およびその処理系の実装であるLuaのようにC言語やC++に簡単に組み込むことができるようになっている。
mrubyは「ISO/IEC 30170:2012」に準拠することを目標としている。

## 例
C言語からmrubyを呼び出す場合
```
#include
 
<stdio.h>

#include
 
<mruby.h>

#include
 
<mruby/compile.h>

int
 
main
(
void
)
 
{

    
mrb_state
 
*
mrb
 
=
 
mrb_open
();

    
char
 
code
[]
 
=
 
"5.times { puts 'mruby is awesome!' }"
;

    
printf
(
"Executing Ruby code with mruby:
\n
"
);

    
mrb_load_string
(
mrb
,
 
code
);

    
mrb_close
(
mrb
);

    
return
 
0
;

}

```

以下のコマンドでコンパイルと実行ができる。
```
$ cc example.c -lmruby -lm -o example
$ ./example

```

プリコンパイルされたバイトコード
mrubyにはmrubyバイトコードを実行するための最小限の仮想機械が組み込まれている。
```
$ mrbc test.rb
$ mruby -b test.mrb

```

最初のコマンドはRubyコードをmrubyバイトコードにコンパイルを実行し、「test.mrb」というファイルが生成される。このファイルはmrubyインタプリタにコマンドライン引数として「-b」を渡すことで実行することができる。